# 김은정 (1972년)
김은정(金銀貞, 1972년 6월 28일 ~ )은 대한민국의 제6대 광주광역시 광산구의원이다.

## 학력
- 도암국민학교 졸업
- 도암중학교 졸업
- 영암여자고등학교 졸업
- 1991.03 ~ 1992.08 송원전문대학교 건축과 1학년 제적

## 경력
- 통합진보당 중앙대의원
- 첨단교육희망네트워크 운영위원
- 우리동네공원지킴이 위원장
- 자원활동가클럽 '행복동사람들' 운영위원
- 광주전남녹색연합 회원
- 첨단행복도서관 2호점 운영위원
- 2010.07 ~ 2014.06 제6대 광주광역시 광산구의회 의원
- 2010.07 ~ 2012.07 제6대 광주광역시 광산구의회 전반기 운영위원회 위원
- 2010.07 ~ 2012.07 제6대 광주광역시 광산구의회 전반기 기획총무위원회 위원
- 2010.07 ~ 2012.07 제6대 광주광역시 광산구의회 전반기 예산결산특별위원회 위원
- 2010.07 ~ 2010.07 제6대 광주광역시 광산구의회 공유재산관리실태조사특별위원회 위원
- 2012.07 ~ 2014.06 제6대 광주광역시 광산구의회 후반기 산업도시위원회 위원장
- 2012.07 ~ 2014.06 제6대 광주광역시 광산구의회 후반기 예산결산특별위원회 위원

## 역대 선거 결과
|  | 25.09% |

|  | 20.60% |